# Алмейда Португал де Алорна, Педру де
Дом Педру Жозе де Алмейда Португал, 3-й маркиз Алорна, 6-й граф Ассумар; (порт. Pedro José de Almeida Portugal 3.° Marquês de Alorna e 6.° Conde de Assumar; 16 января 1754, Лиссабон — 2 января 1813, Кёнигсберг) — один из знатнейших аристократов Португалии, португальский и французский военачальник, видный представитель профранцузской партии в Португалии, участник похода Наполеона на Россию, из которого не вернулся.

## Биография
Педру де Алмейда Португал родился в семье Жоана де Алмейда Португала, 2-го маркиза Алорна и 4-го графа Ассумара, и Леонор де Лорена-э-Тавора, дочери 3-го маркиза Тавора. Дом Тавора являлся одной из самых прославленных и могущественных дворянских семей Португалии того времени. Огромное богатство и власть семьи Тавора и их родственников, семьи Алмейда, вызвали подозрения у всемогущего премьер-министра короля Жозе I, маркиза Помбала. Хотя Помбал вошёл в историю, как выдающийся реформатор, его расправа над потенциальными противниками носила вполне средневековый характер. В рамках так называемого дела Тавора (имело ли это дело под собой реальные основания или нет, до сих пор спорят португальские историки) маркиз Тавора, дед Педру по линии матери и его жена были обвинены в заговоре и подвергнуты жестокой публичной казни. Сестра Леонор, в будущем известная писательница была вместе с матерью заключена в монастырь, а отец Педру — в знаменитую башню Белен, украшающую гавань Лиссабона. 
Такая жестокая и малообоснованная расправа безусловно повлияла на формирование политических взглядов как Педру, так и его сестры Леонор. Окончательно амнистированные только в 1777 году новой королевой, ненавидевшей Помбала, Педру и его сестра с энтузиазмом включились в политическую и общественную жизнь Португалии.
В 1790-е годы Педру Алмейда, маркиз Алорна, успешно делал военную карьеру в Португальской армии. Осознавая, что португальская армия устарела и нуждается в реформах, в 1798 году он основал и возглавил подразделение легких войск, известного как Легион Алорны, основанное на новых принципах по сравнению с остальной португальской армией. В 1799 году он был произведен в генерал-майоры. Разочарование в неэффективности португальской монархии заставило Алорну перейти в 1807 году на службу к французам, вторгшимся на территорию Португалии с суши, со стороны Испании, тогда как большая часть португальской аристократии предпочла поддержать вторгшихся с моря англичан, а королевский двор в немалой спешке на нескольких кораблях бежал в Бразилию, в Рио-де-Жанейро, где оставался вплоть до конца наполеоновских войн.
Французский командующий Жан Андош Жюно, один из ближайших соратников Наполеона, назначил Алорну сперва губернатором провинции Алентежу, а затем — командующим всеми принявшими сторону французов португальскими войсками. На этой должности Алорна переформировал профранцузскую часть португальской армии в несколько боеспособных полков. В это же время он был произведен в дивизионные генералы (аналог генерал-лейтенанта) наполеоновской армии. Однако, уже несколько месяцев спустя войска Жюно были вытеснены англичанами и их португальскими союзниками из Португалии. В следующем 1810 году Наполеон отправил в Португалию новую армию под командованием маршалов Массены и Нея, ненавидевших друг друга, конфликт между которыми предопределил его негативный исход. Тем не менее, и в этом походе Алмейда сражался на стороне французов, и особенно отличился при осаде Алмейды — города, титул по названию которого он носил.
После того, как французские войска окончательно покинули Португалию, Алмейда увёл в Испанию профранцузски настроенную часть португальских войск, из которых был сформирован так называемый Португальский легион Великой армии. Этот легион сперва использовался в Испании в войне против герильясов. Затем, в 1811 году был выведен во Францию и оттуда направлен в Россию, где разделил с французской армией все тяготы похода.
Генерал Алорна до конца оставался со своими солдатами, число которых сократилось в итоге до нескольких человек. Он был среди тех, кто выжил при переправе через Березину и при отступлении от Березины до Немана, но скончался вскоре после пересечения прусской границы в городе Кёнигсберге от перенесённых лишений.
Генерал Алорна был женат и имел двух сыновей, однако оба они трагически погибли при жизни отца. Его титулы унаследовала сестра, Леонор де Алмейда.
В Португалии 19-го столетия Алорну и других руководителей профранцузской партии, в первую очередь георгиевского кавалера (за штурм Очакова) генерала Фрейри де Андраде и генерала Памплону рассматривали исключительно, как коллаборационистов. В 20-м столетии о них чаще стали говорить в русле тех преобразований, которые они задумывали совершить в родной стране, опираясь на французское оружие. Трагическая история семей Тавора и Алорна до сих пор служит предметом внимания португальских историков. Кроме того, сохранилось несколько парадных портретов генерала Алорны и членов его семьи, выполненных лучшими португальскими или же работавшими в Португалии живописцами его времени.